# Вишневе (Куп'янський район)
Вишневе — колишнє село в Україні, підпорядковувалося Петропільській сільській раді Шевченківського району Харківської області.
Дата зникнення невідома.
Вишневе знаходилося на відстані 2 км від села Веселе та за 4 км від Ставища.

## Принагідно
- Мапіо